# Stadio Atlantico D'Amuri
Lo stadio comunale Atlantico D'Amuri, noto anche come Stadio Atlantico D'Amuri o semplicemente Stadio D'Amuri è un impianto sportivo polivalente della città di Grottaglie, che ospita le partite interne dell'ASD Grottaglie Calcio e, fino al 2022 ha ospitato le gare interne dell'Ars et Labor Grottaglie. La sua capienza è di circa 2.400 posti, suddivisi fra due settori. Il settore locali, completamente coperto, dispone di 1800 posti, di cui 200 dotati di seggiolini. Il Settore Ospiti invece è dotato di 600 posti, scoperti e senza seggiolini.
L'impianto risulta essere il 4° impianto della provincia per posti a sedere dopo lo stadio Erasmo Iacovone di Taranto, il Tursi di Martina Franca e il Teresa Miani di Ginosa.
Lo stadio dispone di una pista d'atletica circolare completa.

## Storia
La data delle sue origini sono ignote. Da foto storiche si deduce che lo stadio abbia dapprima avuto una tribuna da 500 posti (ora settore ospiti) e poi, dopo il restauro degli anni '70-'80 si sia costruita la tribuna locali da 1300 posti e infine dopo la promozione dell'Ars Et Labor Grottaglie in Serie D si sia provveduto al rifacimento estetico dell'impianto.
La sua massima capienza risale all'annata 2001-2002 in occasione della finale di Coppa Italia Serie D di fronte ad un pubblico di oltre 2000 persone.
Lo stadio è stato inoltre sede della finale della Coppa Italia Dilettanti del 2011 fra Liberty Monopoli e Copertino e sede dello spareggio Promozione fra Massafra e Ostuni il 21 Maggio del 1995.

### Grottaglie 2020
Lo stadio ha ospitato i giochi paralimpici di Grottaglie 2020.

### "Art-Day"
Le mura esterne dello stadio sono dal 2012 sede dell'Art-Day, una nota manifestazione artistica locale la quale concede la possibilità ad artisti e pittori locali di affrescare gratuitamente le mura dell'impianto.

## Luogo di ubicazione
Lo stadio sorge sulla parte sud-est della città, adiacente al quartiere "167bis", in via Aldo Moro nella stessa dove ha sede la società biancoazzurra.

## Settori
- Tribuna distinti: 600 posti
- Tribuna coperta: 1800 posti
- Settore ospiti: 600 posti
- Capienza Totale: 2400 posti